# Samuel Kahanamoku
Samuel Alapai Kahanamoku (Hoolulu, 4 de noviembre de 1902 -  26 de abril de 1966) fue un deportista, surfista y nadador estadounidense.
Nació en Honolulu, Hawái, y era el hermano menor del medallista olímpico Duke Kahanamoku. Representó a los Estados Unidos en los Juegos Olímpicos de París 1924, donde ganó una medalla de bronce en el evento de natación 100 m libre masculino. Fue también campeón de natación en los Juegos Olímpicos.
Participó de la película de Esta es tu vida.